# Symphlebia abdominalis
Symphlebia abdominalis là một loài bướm đêm thuộc phân họ Arctiinae, họ Erebidae.